# Кільцева лінія (Лондон)
Кільцева лінія (англ. Circle line) — лінія Лондонського метрополітену у вигляді зашморгу, що прямує від метростанції Гаммерсміт на заході до Еджвар-роуд, а потім прямує навколо Центру Лондона до Еджвар-роуд. Колії розташовані під землею в центральній частині та на петлі на схід від Паддінгтону. Тунелі лінії Кільцевої лінії мілкого закладення. На карті метро позначена жовтим кольором, лінія має 27 км завдовжки та 36 станцій, у тому числі більшість лондонських головних кінцевих залізничних станцій. Більшість маршрутів і всі станції є спільними з однією або кількома іншими  з трьох ліній мілкого закладення, а саме Дистрикт, Гаммерсміт-енд-Сіті та Лінія Метрополітен. Пасажирообіг на лініях Кільцева та Гаммерсміт-енд-Сіті у 2011/12 роках склав понад 114 мільйонів осіб.
На півдні платформи мають довжину 120 метрів, в місці перетину з лінією Метрополітен — 130 метрів.
Перша черга почала діяти в 1863 році, коли Metropolitan Railway відкрила першу в світі підземну лінію між Паддінгтоном і Фаррінгдоном з дерев'яними вагонами і паровозом. 
В 1871 році між Меншн-хаус та Моргейт через Паддінгтон розпочався рух потягів, спільно керовані двома компаніями. Лінія була електрифікована в 1905 році, а в 1933 році компанії були об'єднані в Лондонську Раду пасажирського транспорту. В 1949 році Кільцева лінія вперше з'явилася як окрема лінія на схемі метро. В 2009 році від кільця було відкрито промінь від Еджвар-роуд до Гаммерсміту.

## Рухомий склад
В 1970 — 2014 роках  лінію обслуговували 6-ти вагонні потяги C69 stock, кожен з яких мав переважно поперечні сидіння і чотири комплекти подвійних дверей з кожної сторони, щоб мінімізувати час завантаження.
Потяги C69 були замінені на S Stock з семи вагонів, починаючи з 2 вересня 2013 року.  До червня 2014 року всі потяги були замінені на S7 Stock. Потяги є частиною лінії Bombardier Movia, мають максимальну швидкість 100 км/год. Поїзд S з 7 вагонів мають пасажиромісткість 865 пасажирів порівняно з 739 для заміненого поїзда з 6 вагонів C-класу. З довжиною 117 метрів потяги S Stock на 24 метри довші, ніж 93-метровий потяг C stock, через це платформи на станціях були подовжені.

## Список станцій
| Станція                  | Фото | Відкриття         | Додаткова інформація | Розташування                                                          |
| ------------------------ | --- | ----------------- | --- | --------------------------------------------------------------------- |
| Гаммерсміт               | A brown-bricked building with a rectangular, blue sign reading "HAMMERSMITH STATION" in white letters all under a grey sky | 13 червня 1864    | Відкрито на цьому місці 1 грудня 1868 року. | 51°29′39″ пн. ш. 000°13′30″ зх. д. / 51.49417° пн. ш. 0.22500° зх. д. |
| Голдгок-роуд             | An entrance under a railway brick viaduct with a blue sign reading "GOLDHAWK ROAD STATION" in white letters and two women walking in front all under a grey sky | 1 квітня 1914     | | 51°30′07″ пн. ш. 000°13′37″ зх. д. / 51.50194° пн. ш. 0.22694° зх. д. |
| Шепгердс-Буш-маркет      | A railway on a brick viaduct crosses a road on a steel bridge, with an entrance below a blue sign reading "SHEPHERD'S BUSH MARKET STATION" in white letters | 13 червня 1864    | Відкрито на цьому місці 1 квітня 1914. Перейменовано з "Шеффердс-Буш" з 2008. | 51°30′21″ пн. ш. 000°13′35″ зх. д. / 51.50583° пн. ш. 0.22639° зх. д. |
| Вуд-лейн                 | A silver metal and glass building with a blue sign with "WOOD LANE STATION" in white letters | 1 травня1908      | Відкрито як Wood Lane (Exhibition) 1908–14. Перейменовано з 1920 року на «Вуд-лейн (Вайт-сіті)». Перейменована на «Вайт-сіті» в 1947 році і закрита в 1959 році, повторне відкриття як «Вуд-лейн» 12 жовтня 2008.                                                      | 51°30′35″ пн. ш. 000°13′27″ зх. д. / 51.50972° пн. ш. 0.22417° зх. д. |
| Летімер-роуд             | A railway on a brick viaduct crosses a road, an entrance in the brickwork below a sign reading "LATIMER ROAD STATION" | 16 грудня 1868    | Закрито з 17 січня по 1 серпня 2011 на реконструкцію. | 51°30′50″ пн. ш. 000°13′02″ зх. д. / 51.51389° пн. ш. 0.21722° зх. д. |
| Ледброк-гроув            | A brick building with an entrance below a sign reading "LADBROKE GROVE STATION". Three people are in a group outside the entrance | 13 червня 1864    | Відкрито як «Ноттінг-гілл», перейменовано на «Ноттінг-гілл-енд-Ледброк-гроув» в 1880 році, на «Ледброк-гроув (Норт-Кенсінгтон)» у 1919 році, на «Ледброк-гроув» у 1938-му.                                                                                             | 51°31′02″ пн. ш. 000°12′38″ зх. д. / 51.51722° пн. ш. 0.21056° зх. д. |
| Вестборн-парк            | A dirty, white-bricked building with a rectangular, dark blue sign reading "WESTBOURNE PARK STATION" in white letters all under a blue sky | 1 лютого 1866     | Відкрито на цьому місці 1 листопада 1871, станція Great Western main line у 1871 — 1992. | 51°31′16″ пн. ш. 000°12′04″ зх. д. / 51.52111° пн. ш. 0.20111° зх. д. |
| Роял-Оук                 | A brown-bricked building with a rectangular, dark blue sign reading "ROYAL OAK STATION" in white letters all under a light blue sky | 30 жовтня 1871    | Станція Great Western main line. 1871 — 1934 | 51°31′09″ пн. ш. 000°11′17″ зх. д. / 51.51917° пн. ш. 0.18806° зх. д. |
| Паддінгтон               | A platform with several people waiting for a train. A white square sign has a London Underground roundel with "PADDINGTON" in the centre. To the right there is a track with fourth track electrification and on an adjacent track a blue multiple unit train with red doors waits. | 10 січня 1863     | Відкрито як Паддінгтон (Бішопс-роуд), перейменовано у 1948. Пересадки на лінії Бейкерлоо, Дистрикт та залізничну станцію Паддінгтон. | 51°31′07″ пн. ш. 000°10′46″ зх. д. / 51.51861° пн. ш. 0.17944° зх. д. |
| Еджвар-роуд              | A tan-coloured building with brown-framed windows and a sign reading "METROPOLITAN EDGWARE ROAD STATION RAILWAY" in brown letters | 10 січня 1863     | Пересадка на лінію Дистрикт. | 51°31′12″ пн. ш. 000°10′04″ зх. д. / 51.52000° пн. ш. 0.16778° зх. д. |
| Бейкер-стріт             | A street filled with people in front of a light grey building that has variously coloured signs protruding from it stating a variety of different things | 10 січня 1863     | Пересадки на лінії Бейкерлоо, Джубилі та Метрополітен. | 51°31′19″ пн. ш. 000°09′25″ зх. д. / 51.52194° пн. ш. 0.15694° зх. д. |
| Грейт-Портленд-стріт     | A beige-bricked building with a blue sign reading "GREAT PORTLAND STREET STATION" in white letters all under a blue sky with white clouds | 10 січня 1863     | Відкрита як «Портленд-роуд», перейменована на «Грейт-Портленд-стріт» у 1917. Мала назву «Грейт-Портленд-стріт-енд-Риджентс-парк» в 1923–33. | 51°31′26″ пн. ш. 000°08′38″ зх. д. / 51.52389° пн. ш. 0.14389° зх. д. |
| Юстон-сквер              | A building covered in windows with a blue sign reading "EUSTON SQUARE STATION" in white letters all under a blue sky with white clouds | 10 січня 1863     | Відкрита як «Гавер-стріт» та перейменована в 1909. Пересадки на залізничну станцію Юстон. | 51°31′33″ пн. ш. 000°08′09″ зх. д. / 51.52583° пн. ш. 0.13583° зх. д. |
| Кінгс-кросс-Сент-Панкрас | Beneath a blue sign reading "KING'S CROSS ST. PANCRAS UNDERGROUND STATION several people exit from an entrance leading to steps down. To the right there are silver doors under a sign reading "Lift". The sky is overcast, above the entrance is a dark blue temporary building | 10 січня 1863     | Відкрита як «Кінгс-кросс», перейменована на «Кінгс-кросс-енд-Сент-Панкрас» в 1925 та «Кінгс-кросс-Сент-Панкрас» в 1933. Відкрито на цьому місці in 1941. Пересадки на Північну, Пікаділлі, Вікторія та на залізничні станції Сент-Панкрас, Кінгс-кросс.                | 51°31′49″ пн. ш. 000°07′27″ зх. д. / 51.53028° пн. ш. 0.12417° зх. д. |
| Фаррінгдон               | A street view of a pale stone two storey building. Across the top of the building signs read "FARRINGDON & HIGH HOLBORN STATION" and "METROPOLITAN RAILWAY" in gold colour lettering. At ground level a canopy extends into the street around a blue sign reads "FARRINGDON STATION" with the London Underground roundel and National Rail symbols, and just above an entrance is a gold lettering reading "ENTRANCE". Either side of the entrance are shops, bicycles are in bicycle stands and people are walking on the pavement in front of the building | 10 січня 1863     | Відкрита як «Фаррінгдон-стріт». Відкрито на цьому місці у 1865. Перейменовано на «Фаррінгдон-енд-Хай-Голборн» в 1922 та Фаррінгдон в 1936. Пересадка на потяги Thameslink.                                                                                             | 51°31′12″ пн. ш. 000°06′19″ зх. д. / 51.52000° пн. ш. 0.10528° зх. д. |
| Барбікан                 | Across a road with a London taxi and a car is an entrance. This has people standing in it and above is a blue rectangular sign reading "BARBICAN STATION" in white and above this is a bridge linking the building | 23 грудня 1865    | Відкрита як «Олдерсгейт-стріт», у 1910 перейменовано на «Олдерсгейт», в 1923 — на «Олдерсгейт-енд-Барбікан», в 1968 — на «Барбікан». | 51°31′13″ пн. ш. 000°05′52″ зх. д. / 51.52028° пн. ш. 0.09778° зх. д. |
| Моргейт                  | Across a street and behind black bollards is a brick building of at least two storeys. The ground floor is stone coloured and two people are standing in a dark entrance beneath a blue rectangular sign reading "MOORGATE STATION" in white. Above this, attached to be wall at 90 degrees is a white rectangular sign with the National Rail logo and London Underground roundel. Above this, below three windows, blue lettering reads "MOORGATE STATION"                                                                                                 | 23 грудня 1865    | відкрита як «Моргейт-стріт», сьогоденна назва з 1924. Пересадка на Північну лінію та приміську Northern City Line | 51°31′07″ пн. ш. 000°05′19″ зх. д. / 51.51861° пн. ш. 0.08861° зх. д. |
| Ліверпуль-стріт          | The end of a brick building with arched windows and sloping roofs lies between two towers with steeples. In front of this is a white metal and glass structure. People are standing and walking in the street in front. | 11 липня 1875     | Лютий — липень 1875 використовувалась як залізнична. Пересадка на потяги ліній Центральна, Гаммерсміт-енд-Сіті та залізничну станцію «Ліверпуль-стріт» | 51°31′04″ пн. ш. 000°04′59″ зх. д. / 51.51778° пн. ш. 0.08306° зх. д. |
| Олдгейт                  | A light grey building with "M.R. ALDGATE STATION M.R." written in stone on the front face and a black car driving in the foreground | 18 листопада 1876 | | 51°30′50″ пн. ш. 000°04′34″ зх. д. / 51.51389° пн. ш. 0.07611° зх. д. |
| Тауер-гілл               | A grey, many-windowed castle with flags flying from its turrets in the background, several people walking in the foreground, and a bright sky above | 25 вересня 1882   | Metropolitan Railway відкрила «Tower of London», але закрила її в 1884 через те що District Railway відкрила метростанцію «Марк-лейн» поруч. Цю станцію перейменували на «Тауер-гілл» в 1946, відкрита в 1967 на місці «Tower of London». Пересадка на лінію Дистрикт. | 51°30′36″ пн. ш. 000°04′34″ зх. д. / 51.51000° пн. ш. 0.07611° зх. д. |
| Моньюмент                | An entrance in a larger building under a sign reading "MONUMENT STATION" reveals banisters leading down. A woman is walking out of the entrance | 6 жовтня 1884     | Відкрита як «Істчіп», перейменована на «The Monument» в 1884. Ескалатор сполучає зі станцією Бенк, пересадка на лінії Центральна, Північна, Ватерлоо-енд-Сіті та DLR.                                                                                                  | 51°30′47″ пн. ш. 000°05′17″ зх. д. / 51.51306° пн. ш. 0.08806° зх. д. |
| Кеннон-стріт             | A building with four people walking in front of it, one man in a white shirt sitting in front of it, and one white vehicle driving in front of it | 6 жовтня 1884     | пересадка на залізничну станцію «Кеннон-стріт» | 51°30′37″ пн. ш. 000°05′27″ зх. д. / 51.51028° пн. ш. 0.09083° зх. д. |
| Меншн-хаус               | A beige-bricked building with a rectangular, dark blue sign reading "MANSION HOUSE STATION" in white letters and a yellow sign reading "OFFICES TO LET" | 3 липня 1871      | | 51°30′44″ пн. ш. 000°05′39″ зх. д. / 51.51222° пн. ш. 0.09417° зх. д. |
| Блекфрайерс              | A glass structure with gray slats on higher floor; an entrance leads under a canopy with a sign reading "BLACKFRIARS STATION" into a large internal space seen through the glass, People are walking into the entrance and coming up steps from an underpass. | 30 травня 1870    | пересадка на залізничну станцію «Блекфрайерс», а також франшизу Thameslink | 51°30′42″ пн. ш. 000°06′11″ зх. д. / 51.51167° пн. ш. 0.10306° зх. д. |
| Темпл                    | A grey building with a rectangular, white sign on a rounded corner reading "TEMPLE STATION" in black letters all under a blue sky | 30 травня 1870    | Відкрита як «The Temple». | 51°30′40″ пн. ш. 000°06′52″ зх. д. / 51.51111° пн. ш. 0.11444° зх. д. |
| Ембанкмент               | A grey building with a blue sign reading "EMBANKMENT STATION" in white letters and people standing in the foreground all under a white sky | 30 травня 1870    | Відкрито як «Чарінг-кросс», перейменовано на «Чарінг-кросс-Ембанкмент» в 1974 та сьогоденна назва з 1976. Пересадка на лінії Бакерлоо, Північна та залізничну станцію «Ембанкмент»                                                                                     | 51°30′25″ пн. ш. 000°07′19″ зх. д. / 51.50694° пн. ш. 0.12194° зх. д. |
| Вестмінстер              | A large crowd of people walking on a grey sidewalk next to a black road where two vehicles are driving from the left to the right | 24 грудня 1868    | Відкрито як Вестмінстер-брідж, перейменовано у сьогоденну назву 1907. Пересадка на лінію Джубилі | 51°30′04″ пн. ш. 000°07′30″ зх. д. / 51.50111° пн. ш. 0.12500° зх. д. |
| Сент-Джеймс-парк         | | 24 грудня 1868    | | 51°29′58″ пн. ш. 000°08′04″ зх. д. / 51.49944° пн. ш. 0.13444° зх. д. |
| Лондон-Вікторія          | A grey building with three rectangular, white signs reading "London Victoria Station" in black letters all under a clear, white sky | 24 грудня 1868    | Пересадка на лінію Вікторія та залізничну станцію «Лондон-Вікторія» | 51°29′48″ пн. ш. 000°08′41″ зх. д. / 51.49667° пн. ш. 0.14472° зх. д. |
| Слоун-сквер              | A modern looking building with marble coloured tiled wall at ground level with grey cladding above. A small concrete canopy is over the larger of two entrances with blue signs reading "SLOANE SQUARE STATION", people are entering and exiting through the larger entrance. | 24 грудня 1868    | | 51°29′33″ пн. ш. 000°09′24″ зх. д. / 51.49250° пн. ш. 0.15667° зх. д. |
| Саут-Кенсінгтон          | A entrance behind a raised bed of green plant and under a blue sign reading "SOUTH KENSINGTON STATION" leads into an arcade of shops. Above the entrance there is a glass panel with white lettering reading "METROPOLITAN AND DISTRICT RAILWAYS" and "SOUTH KENSINGTON STATION". | 24 грудня 1868    | Пересадка на лінію Пікаділлі | 51°29′39″ пн. ш. 000°10′26″ зх. д. / 51.49417° пн. ш. 0.17389° зх. д. |
| Глостер-роуд             | A beige-bricked building with a green sign reading "METROPOLITAN & DISTRICT RAILWAYS GLOUCESTER ROAD STATION" in white letters | 1 October 1868    | Відкрито як Бромптон (Глостер-роуд), перейменовано на сьогоденну назву в 1907. Пересадка на лінії Пікаділлі та Дистрикт | 51°29′41″ пн. ш. 000°10′59″ зх. д. / 51.49472° пн. ш. 0.18306° зх. д. |
| Хай-стріт-Кенсінгтон     | A white many-windowed building | 1 жовтня 1868     | Відкрито як Кенсінгтон (Хай-стріт), перейменовано на сьогоденну назву в 1880. Пересадка на лінію Дистрикт. | 51°30′03″ пн. ш. 000°11′33″ зх. д. / 51.50083° пн. ш. 0.19250° зх. д. |
| Ноттінг-гілл-гейт        | A railway station with side platforms either side of two tracks that disappear into darkness under a painted steel bridge like structure topped with a brick wall, covered by a partially glazed barrel roof. | 1 жовтня 1868     | Пересадка на Центральну лінію. | 51°30′32″ пн. ш. 000°11′49″ зх. д. / 51.50889° пн. ш. 0.19694° зх. д. |
| Бейсвотер                | A single storey pale brick building topped with stone railing. Above an entrance is a canopy, around which are rectanglar blue signs reading "BAYSWATER" and "BAYSWATER STATION". People are walking in the street. | 1 жовтня 1868     | Відкрито як Бейсвотер, перейменовано на «Бейсвотер-(Квінс-роуд)-енд-Вестборн-гроув» в 1923, Бейсвотер-(Квінс-роуд) в 1933 та Бейсвотер-(Квінсвей) в 1946. | 51°30′43″ пн. ш. 000°11′17″ зх. д. / 51.51194° пн. ш. 0.18806° зх. д. |
| Паддінгтон               | A pale two storey stone building, with gold coloured letters at the top reading "METROPOLITAN RAILWAY" and "PADDINGTON STATION", windows on the first floor. On the ground floor there are shops either side of an entrance with a canopy with rectanglar blue signs reading "PADDINGTON STATION". There are cars and a small truck in the road and people are walking on the pavement. | 1 жовтня 1868     | Відкрито як Паддінгтон (Прад-стріт), перейменовано в 1948. Пересадка на лінії Бакерлоо, Гаммерсміт-енд-Сіті та залізничну станцію «Паддінгтон» | 51°30′56″ пн. ш. 000°10′32″ зх. д. / 51.51556° пн. ш. 0.17556° зх. д. |